# 3668 Ільфпетров
3668 Ільфпетров (3668 Ilfpetrov) — астероїд головного поясу, відкритий 21 жовтня 1982 року.
Тіссеранів параметр щодо Юпітера — 3,665.
Названий на честь радянського тандему письменників Ільфа та Петрова